# Traité des systèmes
Le Traité des systèmes est le second ouvrage philosophique de Étienne Bonnot abbé de Condillac publié en 1749. Le sous-titre : "Où l'on en démêle les inconvénients et les avantages par l'auteur de l'Essai sur l'origine des connaissances humaines" indique le thème de l'ouvrage et fait référence à la première publication qui le fit connaître en 1746.
Ce traité complète le précédent essai. Condillac y montre l'errance des inventeurs de systèmes abstraits qui n'ont pas su fonder leur doctrine sur une idée simple comme lui le faisait en ramenant les idées aux sensations.
« Dans un second ouvrage - le Traité des systèmes - Condillac complète l'exposé doctrinal de l'Essai sur l'origine des connaissances humaines par des considérations méthodologiques où se retrouve l'influence de Newton. ».

## Contenu
L'auteur commence, en tête du premier chapitre, par une définition de système : 
« Disposition des différentes parties d'un art ou d'une science dans un ordre où elles se soutiennent toutes mutuellement et où les dernières s'expliquent par les premières. Celles qui rendent raison des autres s'appellent  principes. »
Condillac distingue ensuite trois sortes de systèmes selon le type de principes sur lesquels ils reposent :
- Ceux qui reposent sur des maximes générales et abstraites.
- Ceux qui reposent sur des suppositions.
- Ceux qui reposent sur des faits constatés, qui seuls fondent les vrais systèmes.

Cette typologie détermine le plan du traité.
Une première partie, plus développée, critique les systèmes fondés sur des maximes générales et abstraites. Ces maximes sont établies d'après des idées générales qui sont formées par abstraction de caractères communs à plusieurs idées produites par la sensation. Mais leur point de départ est fautif car ces idées ne roulent que sur des mots qui n'ont point de sens déterminé.
Condillac donne ensuite des exemples de ce genre de systèmes défectueux dont  il fait la critique. (Jusqu'au chapitre XI). Il commence par critiquer l'astrologie et les autres arts de la divination qu'il nous présente comme en découlant. Il s'attaque ensuite aux philosophes. Il prend quatre exemples qu'il poursuit pas à pas. D'abord les cartésiens et particulièrement Malebranche. Suit une étude critique de la Monadologie de Leibniz. Puis vient le tour d' un auteur qu'il laisse anonyme, qui n'a, d'ailleurs, pas trouvé sa place dans l'histoire. (Le père Boursier, d'après Georges Le Roy). Et enfin Condillac réfute  Spinoza . Pour ce faire il nous traduit "littéralement" la première partie de l'Ethique pour mieux le suivre et examiner tous les pas qu'il fait.
Les chapitres XII et XIII fonctionnent comme une seconde partie qui traite des systèmes fondés sur des hypothèses. C'est une réflexion épistémologique sur la valeur des hypothèses. L'arithmétique est la science qui les utilise le mieux ; viennent ensuite l'astronomie et la physique. Les hypothèses doivent naître d'observations bien faites.
Les derniers chapitres (XIV à XVIII) traitent des systèmes qui s'appuient sur la troisième catégorie de principes, ceux qui constatent des faits. Condillac donne ensuite des conseils concernant les systèmes politiques, les systèmes en physique et ceux concernant les beaux arts et les arts dits mécaniques. «La mécanique nous apprend à faire servir à nos usages les forces que nous observons dans les corps ».

## Place de l'ouvrage dans l'ensemble de l'œuvre
Le Traité des systèmes (1749) se situe, dans la chronologie des publications, entre l'Essai sur l"origine des connaissances humaines (1746) et le Traité des sensations.(1754) Ce trois ouvrages forment un tout. L'Essai contient déjà dans son introduction une réflexion sur les systèmes qui sera développée dans le Traité des systèmes. Et le Traité des sensations  s'appuie sur les deux ouvrages précédents.
Non seulement ces trois publications forment un tout, mais aussi elles constituent l'ensemble de la doctrine de Condillac que les écrits postérieurs vont préciser. On peut constater que dans le texte du Traité des systèmes   de l'édition des œuvres complètes de 1798 Condillac renvoie à des titres du cours d'études pour l'instruction du prince de Parme  qui date de 1775. Ou encore, à la fin de sa vie Condillac présente la langue des calculs comme une expérience personnelle de découverte au moyen de l'analyse et qu'il refuse de reconnaître l'exposition par synthèse, comme il le faisait déjà dans le traité des systèmes. Le Traité des systèmes a bien une place centrale dans les travaux de Condillac.

## Éditions
- Traité des Sistèmes, où l'on en démêle les inconvéniens et les avantages. Par l'Auteur de l'Essai sur l'Origine des Connoissances humaines, La Haye, 1749.
- Œuvres complètes de Condillac par l'abbé de Mably; 23 volumes, Paris 1798, œuvres revues et corrigées par Condillac.
- Œuvres philosophiques de Condillac. Presses Universitaires de France, Corpus général des philosophes français, 3 volumes, Paris 1947 - 1951. Cette édition de Georges Le Roy reproduit le texte de 1798 et les variantes de l'édition de 1749.